# Лускар бірюзовий
Лускар бірюзовий (Cyanoloxia rothschildii) — вид горобцеподібних птахів родини кардиналових (Cardinalidae).

## Поширення
Вид поширений на більшій частині басейну Амазонки. Трапляється від східної Колумбії на південь через східний Еквадор і Перу до центральної Болівії, від південної та східної Венесуели на схід через Гвіану та у всій амазонській Бразилії. Мешкає в підліску і на узліссях вологих первинних і високорослих вторинних лісів.

## Опис
Дрібний птах, завдовжки до 15 см і вагою від 21 до 31 г. Дорослий самець переважно темно-синій. Його передня частина і частина крил світло-блакитні, а нижня частина чорнувата. На обличчі трохи чорного кольору. Верхня частина самиць темно-коричнева, а нижня частина блідо-коричнева.